# Alle mensen zijn sterfelijk
Alle mensen zijn sterfelijk (Frans: Tous les hommes sont mortels) is een roman van de Franse filosofe en schrijver Simone de Beauvoir.
De roman gaat over het levensverhaal van Graaf Fosca, een onsterfelijke man. De roman is existentialistisch ingestoken. Het geeft weer dat onsterfelijkheid onwenselijk is, aangezien het alle betekenis van het leven ontneemt. Het streven naar onsterfelijkheid wordt zodoende, aan de hand van het levensverhaal van Graaf Fosca, als naïef en onwenselijk weergegeven. De roman illustreert dat sterfelijkheid van de mens het leven zin geeft, omdat offers gemaakt dienen te worden om doelen te bereiken. De onsterfelijke kent geen offers, omdat hij ondanks alles toch wel blijft leven. Bovendien ziet de onsterfelijke de zin van verandering niet in, aangezien na enige tijd de verandering weer teruggedraaid wordt en daardoor zinloos is. Het geeft een duidelijk contrast weer tussen de onsterfelijke en de sterfelijke mens: voor de onsterfelijke is alles zinloos en zonder betekenis, zelfs grote zaken -- waar voor de sterfelijke alles, zelfs de kleinste zaken en veranderingen, betekenis heeft.